# Histoire de l'hôpital
 (juin 2015).
L'histoire de l'hôpital proprement dit commence dès le VIe siècle, quand il devient une institution. Ce n'est qu'au VIIIe siècle que l'hôpital est créé officiellement, repris au Moyen Âge par l'Église. Il prend son sens avec les Croisades et l'arrivée de grandes épidémies puis l'accueil des pauvres et des exclus. L'hôpital est assimilé à l'hospice. La médicalisation qui se met en place à la fin du XVIIIe siècle engendre nombre de conflits avec le personnel religieux mais va progressivement faire apparaître l'établissement de soins que nous connaissons.

## L’hôpital duVeauXVesiècle: œuvre de charité
Pour une histoire médiévale de l'hôpital en France, voir aussi Maison de charité.

### Les origines
Durant l'Antiquité, l'hospitalité, l'aide et l'assistance se pratiquent dans les maisons privées et sont conçues comme des obligations familiales ou ressortissant de quelques groupes particuliers où on cotise volontairement, les collèges qui assurent également une sépulture décente. Dès lors, il n'y a à proprement parler ni lieux publics d'hospitalité pour les pauvres, les vieillards ou les invalides, ni établissements collectifs pour les soins médicaux. L'étranger est toujours considéré comme un ennemi, au mieux comme quelqu'un auquel on ne doit rien. On note cependant la présence de certains lieux d'hébergement public, comme le Prytanée ou le temple d'Asclépios ainsi que les infirmeries militaires romaines, destinés à accueillir les soldats malades.
C'est avec le Christianisme d'État qu'apparaît l'idée d'une assistance fondée sur la nouvelle spiritualité et qui ne serait plus réservées aux parents et aux membres affiliés au groupe, mais publique, c'est-à-dire offerte à tous, amis ou ennemis, familiers ou étrangers. Le Code de Justinien établit en 529 que l’hôpital devînt une institution : on y prévoit une administration ainsi que des lois qui règlementent son fonctionnement. C'est à Marseille, au VIIIe siècle qu'est fait pour la première fois mention d'une institution publique, puisqu'un legs prévoit qu'y soit fondé et entretenu un lit.
Au Moyen Âge, en Europe les hôpitaux se trouvent étroitement liés à la religion puisqu'ils sont fondés par l'Église et administrés par des membres du clergé. L'idée d'assistance est fondée sur les consignes du Christ : accueil des humbles, miséricorde envers les affligés… puis par la suite, l'idéal de pauvreté s'ajoute à celui de la charité.
L'assisté est un pénitent, et sa souffrance, soulagée par la compassion, est une occasion de rachat (saint Augustin).
Ainsi, à partir du XIe siècle, la charité hospitalière devient une des formes concrètes de la spiritualité, laïque et cléricale.
L'hôpital appartient au patrimoine ecclésiastique, ainsi, il est placé sous l'autorité de l'évêque et les ressources financières des hôpitaux proviennent uniquement de la charité individuelle. L'hôpital ressemble beaucoup à une église : on voit se créer de nouveaux ordres spécialisés (ordre des Hospitaliers du Saint-Esprit, ordre de Saint-Jean de Jérusalem) et son architecture est très largement inspirée des monuments religieux.
L'hôpital n'est pas encore un lieu de soins médicaux. Il accueille trois catégories de personnes : les pauvres malades, les vieillards et infirmes, les enfants abandonnés ou orphelins. On en trouve dans presque tous les villages de France. À la suite du développement des villes, l'hôpital doit aussi évoluer ; on voit se créer de nouvelles formes d’assistance : les Hôtel-Dieu d'abord à Paris puis à Angers, Lyon…

#### Durant la civilisation islamique médiévale
À l’âge d'or de la civilisation islamique médiévale, c'est au nom de Bimaristan qu'était désigné un hôpital et au sens moderne du terme, un établissement où les malades étaient accueillis et pris en charge par un personnel qualifié. Ainsi, les médecins musulmans ont été les premiers à établir une distinction entre un hôpital et les différents types d’accueil comme les temples de guérison, temples de sommeil, Hospices, Asiles, Lazaret et Léproseries qui, dans l’Antiquité répondaient davantage à une préoccupation d’isoler les malades et les fous de la société « plutôt qu'à celle de leur offrir l’espoir d’une véritable guérison. » Les Bimaristans médiévaux sont donc considérés comme les premiers hôpitaux au sens moderne du terme. Les premiers hôpitaux publics, les premiers hôpitaux psychiatriques, les Écoles de médecine et les Universités ont également été introduites par les médecins musulmans.

### Le problème des épidémies
Au Moyen Âge, avec les croisades et la (re)découverte de l'Orient, apparaissent les grandes épidémies en Europe : Peste noire, lèpre… et l'hôpital n'est pas adapté pour accueillir les malades, les soigner (très relatif) et endiguer la propagation de l'épidémie. Les solutions apportées furent dans un premier temps, l'isolement des malades chez eux, puis la fuite des bien-portants. Mais, ce système a ses limites, c'est pourquoi, très rapidement, a été mis en place en France l'isolement institutionnalisé des malades par la création des léproseries, des maladreries et des lazarets maritimes.
Les hôpitaux qui ouvriront plus tard en Europe au moment des croisades ont été inspirés par les hôpitaux du Moyen-Orient. Le premier hôpital de Paris, les Quinze-vingts a été fondé par Louis IX après son retour de la septième croisade entre 1254 et 1260.

## L’hôpital au : œuvre de bienfaisance

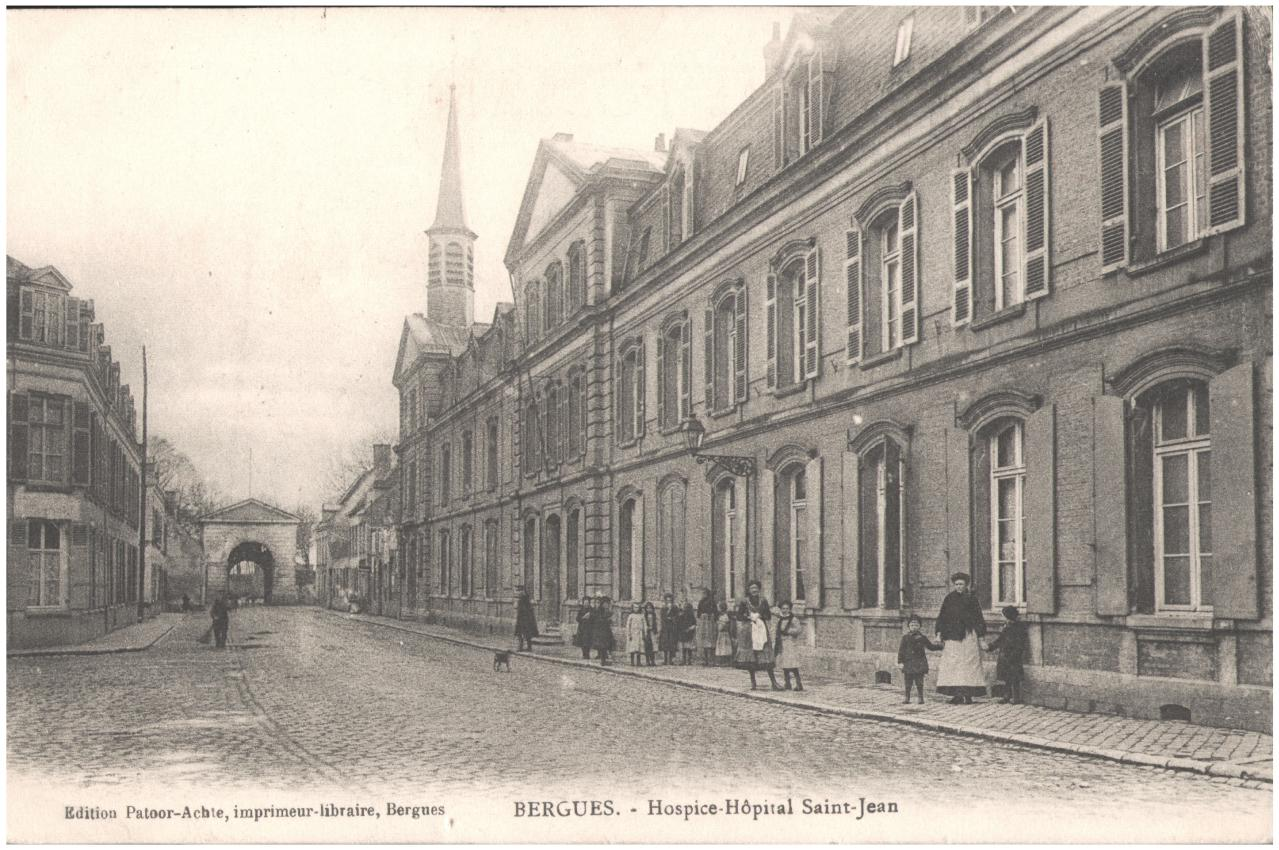
Hospice-Hôpital Saint-Jean 1915 - Bergues (Nord).

## L’hôpital auXVIIe–XVIIIesiècle: œuvre de bienfaisance

### La compassion morale
À la fin de la Renaissance, la notion de pauvreté quitte la sphère théologique pour devenir un problème politique, en effet, l’hôpital-charité accueille à tout-va : mendiants, exclus… au point de devenir un refuge pour les sans-logis, fonction qu'elle n'avait pas au départ. De plus, des abus et des désordres financiers viennent ternir la vocation ecclésiastique de l’hôpital. Ce qui par exemple entraîna en 1505 la transmission des pouvoirs administratifs de l'Hôtel-Dieu de Paris, jusqu'alors confié aux moines, à huit bourgeois parisiens.
Au XVIe siècle, l'hôpital continue d'accueillir les passants et les mendiants, mais on commence à restreindre leurs entrées au profit des malades curables.

### La solution administrative et répressive
Par un édit du 27 avril 1656, Louis XIV crée L'Hôpital général, qui prend la suite d'anciennes structures hospitalières (tels le « Grand bureau des pauvres » (1544-1791), et « l'Hôpital des pauvres enfermés »). L'édit est complété par un règlement qui précise les missions de cette nouvelle structure administrative, étendue à partir de 1662 dans toutes les grandes villes de France. À Paris, le « Bureau de l'hôpital général » administre plusieurs sites : la Salpêtrière, Bicêtre, la Pitié, la Maison Scipion, et la Savonnerie, auxquels s’adjoindront plusieurs autres structures au fil du temps. L'institution est dirigée par 26 gouverneurs laïcs, placés sous l'autorité du Président du Parlement de Paris et de son procureur général, auxquels s'ajoutent l'archevêque de Paris, le lieutenant de Police, et le prévôt des marchands de la Ville de Paris. En complémentarité de l'Hôtel-Dieu, l'Hôpital général est d'abord destiné aux « pauvres mendiants », terme qui regroupe une certaine catégorie d'individus, poussés à la mendicité par les guerres et les troubles économiques, où sont distingués les mendiants valides (adultes), et les enfants et vieillards. La première mission de l'Hôpital est le soin et l'assistance : on retrouve la présence d'un médecin, et même d'un service pharmaceutique. Une seconde fonction est celle de la sûreté et du contrôle : il s'agissait d'enrayer la mendicité, avec des mesures d'enfermement. Avec le temps, l'Hôpital général exercera son contrôle sur une maison de force, avec la détention de prostituées, de handicapés, et de nombreuses personnes jugées indésirables ou pouvant causer du trouble.

## L’hôpital français après la Révolution
La Révolution consacre la nationalisation des hôpitaux qui se concrétise sous la Convention par un décret du 23 messidor de l'an II (11 juillet 1794).
Mais les effets escomptés ne sont pas au rendez-vous de la mainmise étatique. En effet, malgré les grands principes développés par les Constitutions de 1791 et de 1793, le nombre de pauvres ne cesse de croître et l'État ne peut faire face à l'augmentation exponentielle des dépenses hospitalières.
Échaudés par cette désastreuse nationalisation, les pouvoirs publics se désengagent de la gestion des hôpitaux qui sont dès lors municipalisés par la loi du 16 vendémiaire de l'an V (7 octobre 1796) qui dispose que « les administrations municipales auront la surveillance immédiate des hospices civils dans leur arrondissement ». Jusqu'en 1914, ces hôpitaux vivent des « produits de leurs dotations » (mise en valeur de leur patrimoine) et de taxes liés à l'octroi (taxes sur les spectacles à Paris). Telle est l'origine historique d'une tutelle très étroite entre l'hôpital et la commune dont les retentissements sont aujourd'hui encore très vivaces. Deux siècles plus tard, le maire est toujours le président du conseil d'administration de l'hôpital. Ceci n'est plus vrai en théorie depuis la nouvelle loi HPST du 21 juillet 2009. Mais en pratique le maire reste le président du conseil de surveillance qui administre l’hôpital public comme avant le Conseil d'administration.

## L’hôpital de 1794 à 1940: naissance de la clinique
La médicalisation qui se met en place à la fin du XVIIIe siècle engendre nombre de conflits avec le personnel religieux mais va progressivement faire apparaître l'établissement de soins que nous connaissons. Les progrès considérables de la médecine ouvrent peu à peu l'hôpital aux malades payants (Ignác Fülöp Semmelweis découvre l'hygiène en 1847, Louis Pasteur découvre l'asepsie en 1860 et Joseph Lister l'antisepsie en 1863).
- La loi du 30 juin 1838 :

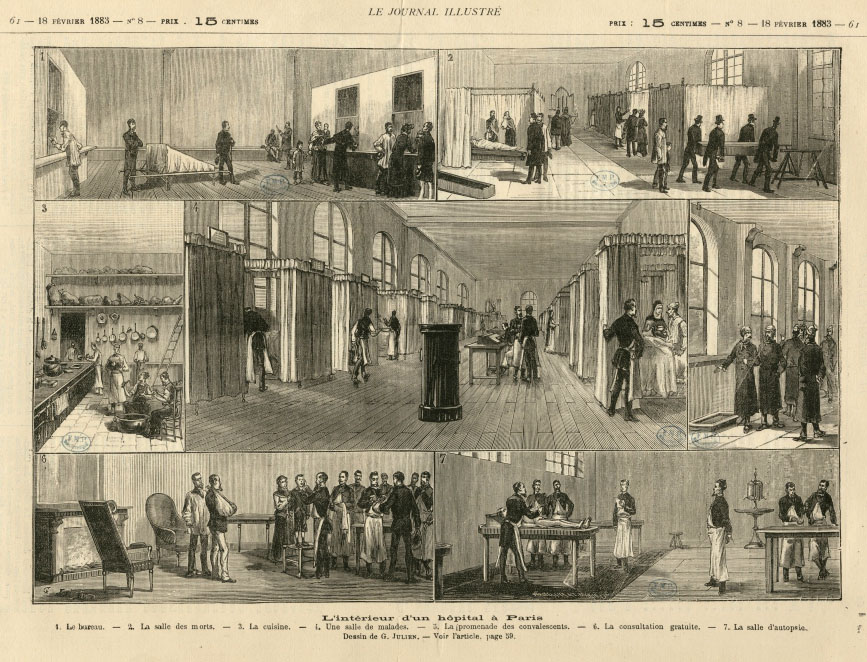
Hôpital à Paris en 1883.

La loi du 30 juin 1838 confirme la gestion aux corporations religieuses les quelques asiles d’aliénés, qu’elles avaient créés quelques années auparavant : naissance ainsi de la première externalisation du service public post-révolutionnaire. Les différentes confessions (juive, protestante, catholique) créent leurs propres maisons de malades.
- 1851 :

Création des établissements publics communaux. Son rôle était social et d’utilité publique.
- Première Guerre mondiale :

Création des lois sociales, assurances sociales. La sécurité sociale (Deuxième Guerre mondiale).
Les progrès de la science transforment un lieu d'hébergement en centre de soins actifs et diversifiés.
- Les années 1940 :

La fin de l’hôpital hospice.
Les métiers hospitaliers deviennent plus spécialisés.

### Le paradigme anatomo-clinique
Le XIXe siècle est aussi marqué par le retour à l'étude du corps humain : le médecin « ose » toucher le corps des malades, ose même les palper et cherche à guérir le patient. On appellera ce processus : le paradigme anatomo-clinique car les traités de Galien sont complètement remis en cause : la médecine repose désormais sur le triptyque :
1. Études approfondies du corps humain,
2. Expériences de traitements,
3. Guérir la pathologie (et non pas seulement la traiter).

Voir les articles :
- Xavier Bichat (1771-1802), Anatomie générale
- René Laennec (1781-1826), inventeur du « pectoriloque » ou stéthoscope.

Voir la catégorie :
- Catégorie:Médecin du XIXe siècle

### La clinique: instruire et guérir
L'hôpital devient un lieu important de transmission du savoir car pour exercer la médecine, la fonction se dote de diplômes qui sont uniquement obtenus auprès d'enseignants universitaires qualifiés et reconnus par leurs pairs. Il faut rappeler qu'auparavant aucun diplôme n'était requis pour pratiquer la science médicale, d'où la présence récurrente de charlatans. Dès lors, on va distinguer au cours du XIXe siècle, les officiers de Santé et les médecins qui doivent passer un doctorat pour exercer.

## L’hôpital depuis 1941: centre de traitement et de recherche
- Loi du 21 décembre 1941 :

L’hôpital devient un lieu de soins accessible à tous ; ainsi que la fonction de direction publique (Intervention des pouvoirs publics). La rémunération du corps médical est introduite.
Cette loi met fin à « l'hôpital-hospice », chargé de l'assistance publique à l'égard des pauvres, vieillards et infirmes. C'est la consécration de « l'hôpital moderne », dispensant une assistance aux malades sans discrimination.
- Décret du 17 avril 1943 :

L’hôpital a une vocation sanitaire.
- 1945 :

Instauration du prix de journée.
Les hôpitaux sont financés en fonction de leur production en nombre de journées. d’hospitalisation :
- Un « tout compris » pour un service donné, couvre l'ensemble des dépenses de fonctionnement (sauf les honoraires médicaux).
- Un « prix moyen » ne traduit pas le coût réel du malade hospitalisé car les honoraires médicaux en particulier n'y figurent pas et qu’il ne tient pas compte de l'intensité des soins.

Dispositif d’encadrement mis en place à la fin des années 1970 : « instauration des taux directeurs ».
- Décembre 1958 :

La « réforme Debré » crée les Centres hospitalo-universitaires (CHU), lieux de recherche réunissant praticiens et universitaires. L’hôpital, secteur économique en pleine croissance, devient alors un pôle d’excellence médicale.
Institution des plein-temps hospitaliers pour les médecins, entrée dans la médecine de haute qualité.
Droit au secteur privé pour les praticiens (activité libérale).
Affirmation de la fonction « médicale » des hôpitaux.
Classification hiérarchisée des hôpitaux.
- Loi du 31 décembre 1970 :

Naissance du Service public hospitalier (SPH) (droit public).
Secteur privé hospitalier (droit privé).
- Loi du 31 juillet 1991 :
  - participation des établissements de santé privés à but non lucratif
  - concession de service public offerte aux établissements de santé privés tant à but non lucratif que lucratif.

Le système hospitalier français a connu de profondes mutations jusqu’à l’annonce du plan Hôpital 2007.

### Conception d'un nouvel hôpital
L’évolution de l’hôpital s’est effectuée très rapidement, 20 années seulement séparent la fin de l’« hôpital hospice », en 1941, de l’« hôpital excellence », mis en place par la loi Debré en 1958. Cette modernisation a été si importante et si rapide que l’on qualifie souvent cette époque « d’hospitalo-centrisme ». Cet élan a été ralenti par la nécessité de contrôler la progression des dépenses de santé et la mise en place de politiques d’encadrement de la dépense.

### Explosion démographique du personnel hospitalier
Les premiers directeurs d’hôpital ont été nommés en vertu du décret d’application de la loi de décembre 1941, publié le 17 avril 1943 et stipulant qu’un « agent, appointé par l’établissement, est chargé d’exécuter les décisions de la commission administrative ».

#### Histoire médicale
- Histoire de la médecine
- Histoire de la chirurgie
- Histoire de la psychiatrie
- Histoire de l'anatomie
- Histoire de l'anesthésie

#### Histoire de l’hôpital en France
- Laïcisation des hôpitaux